# Arnaud Chaffanjon
Pour les autres membres de la famille, voir Famille Chaffanjon.
Arnaud Chaffanjon, né le 23 avril 1929 à Lestelle-Bétharram  et mort d'une longue maladie le 22 novembre 1992, à Paris, est un écrivain et historien français spécialiste de la généalogie de l'aristocratie européenne, par ailleurs directeur de la rédaction de Point de vue - Images du monde.

## Biographie
Il est le petit-fils du professeur d'histoire naturelle et explorateur Jean Chaffanjon. Marié à Suzanne Aron, d'une famille de banquiers liée à la Banque Lazard, il est le père du journaliste grand reporter et dirigeant de radio français Philippe Chaffanjon.

## Publications
- La marquise de Sévigné et sa descendance, 1963  - Prix Broquette-Gonin (littérature) de l’Académie française
- Essai sur la descendance de Jean Racine, 1963
- Généalogie de la famille de Bourdoncle de Saint Salvy en Languedoc, 1964
- La Famille et la descendance de Jean-Aimé-Édouard de Laplane : (1774-1870), 1964
- Jean Racine et sa descendance, 1966  - Prix Broquette-Gonin (littérature) de l’Académie française
- Margrethe et Henri, 1967
- Le Petit Gotha Illustré, 1968
- Madame de Staël et sa descendance, 1969
- Les grands ordres de chevalerie, 1969
- Napoléon et l'univers impérial, 1969
- Les Grands ordres de chevalerie de l'Iran du XXe siècle, 1971
- Les rois : Les dynasties qui ont fait l'histoire, 1972
- La Fayette et sa descendance, 1976
- Le comte Mountbatten de Birmanie : amiral de la flotte britannique, 1976
- Ces grandes familles qui ont fait la France, 1977  - Prix Broquette-Gonin (littérature) de l’Académie française
- Savoir-vivre d'hier et d'aujourd'hui, 1977
- Vérité et erreurs autour de l'Ordre Souverain de Malte de la croisade aux marchands d'illusions, 1978
- Courtanvaux : Notice historique et descriptive, 1980
- La merveilleuse histoire des Couronnes du Monde, 1980
- Grandes familles de l'histoire de France, 1980
- L’Orénoque aux deux visages, 1980  - Prix J.-J.-Weiss de l’Académie française
- Histoires des familles royales: impératrice Joséphine--Louis Philippe et leurs descendances de 1800 à nos jours, 1980
- Marie-Astrid, 1982
- Ordres et contre-ordres de Chevalerie, 1983  - Prix Mottart de l'Académie française en 1983[6] ;

- Les Grands maîtres et les grands chanceliers de la Légion d'honneur : De Napoléon I à François Mitterrand, 1983 éditions Christian
- La descendance de Nicolas Ier roi du Monténégro, 1985
- L'année princière dans le monde : 1986, 1986
- À l'Hôtel de Ville de Paris : le Gotha rassemblé par l'ordre souverain de Malte pour aider le Liban, 1987
- Au cœur de la Ville Éternelle : S.A.E. Fra' Andrew Bertie 78e grand maître de l'ordre souverain de Malte, 1988